# カバドゥグー (王国)
カバドゥグー (Kabadougou、1815年—1898年)は西アフリカの南部に位置した王国。ナファナの衰退の結果として形成された。
1860年からカバドゥグーはフランスに抵抗し始めた。1880年からカバドゥグーはサモリ・トゥーレのワスル帝国に依存するようになった。1893年にフランス軍に敗れた。カバドゥグーは1898年には滅亡した。

## 歴史
18世紀、マリンケ人はバウレ河谷に到着した。彼らはその後、バンバラ人によって建国されたナファナ国に服従し、 その後、サマティギル地方に居住していたマリンケ人はイスラームに改宗した。これによって、アミニストのファアマによる支配への不満が高まり、同時にマリンケ人の指導者らは影響力を高めたいと考えていた。しかし、ナファナ国ではバンバラ人が要職を占めていた。1815年、トロン族に対するナファナ国の戦争を利用しマリンケの指導者の一人、ワカバ・トゥーレが反乱を起こした。反乱は成功し、その結果ワカバ・トゥーレの勢力は独立し、1840年にはナファナの首都、ティエフを破壊した。
独立したカバドゥグーの首都はソファドゥグーとなった。
1858年、ワカバ・トゥーレが亡くなった後にも、その子孫は侵略の限りを尽くし、同時に国の支配者たちへの負担やゆすりも増加した。1878年には王朝への反乱が勃発したが、その制圧には多大な犠牲を払うこととなり、この反乱はカバドゥグーを大きく弱体化させた。その結果、カバドゥグーは1880年にはワスル帝国と同盟を締結することとなった。ワスル帝国はすぐにカバドゥグーを支配するようになったが、ワスル帝国の評判が力を失うことはなかった。
カバドゥグーは1888年からワスル帝国とともにコング帝国、1890年からはフランス植民地軍を相手に戦い始めた。
しかし、1893年、ワスル帝国とカバドゥグーはフランス軍に敗北した。フランスはオディエンヌを占領し、フランスに従属するファアマ、モリブー・トゥーレを据えた。1898年にはフランスへの反乱が試みられたが、敗北に終わった。
その結果としてカバドゥグーは併合され、フランス領スーダンの県となった。
トゥーレ朝の継承者は1934年までファアマ(フランス人はファアマを王と呼んだ)の正式な称号を保持していたが、権力は持たなかった。

## 統治機構
カバドゥグーの支配者は政治、軍事、司法において最高権力を持つファアマであり、ファアマは自ら地方の長(ファアマ・ディン)を任命した。

## 経済
カバドゥグー経済の基本は農業と畜産業である。後者は牧畜という形で存在している。略奪と奴隷貿易は重要であった。奴隷貿易は後に優勢になった。フランス人旅行者によると、1880年代にはカバドゥグー国の人口の75%が奴隷であった。